# Ducatone
Ducatone (tallero) – włoska srebrna moneta wprowadzona przez Karola V w 1551 r. w Mediolanie, o wartości 100 soldów (masa 33,5 grama, fajn 30,485 grama), bita w dużych nakładach.
Ducatone emitowano także w:
- Wenecji od 1562 r., gdzie dzieliło się na 124 soldy,
- Sabaudii od 1566 r., w 1604 r. bite wg zwiększonej stopy (masa 31,5 grama, fajn 28,665 grama), później dzieliło się na 100 grano,
- Królestwie Obojga Sycylii do 1856 r., gdzie wypuszczano wielokrotności w złocie.